# ハッカパイプ
ハッカパイプは、喫煙具であるパイプでいう火皿（煙草の葉を入れる箇所）に砂糖・薄荷糖（薄荷の香りのついた砂糖菓子）・生薄荷などを入れ、その香りや味を楽しむ道具。
日本では、砂糖・薄荷糖を入れたものが祭りの縁日でよく売られており、子供向けキャラクターをかたどったソフトビニールに砂糖を入れ、笛が付いたパイプから息を吸う事により砂糖の味が楽しめる（パイプの色は赤・黄・青・緑など様々）。ハッカの味を楽しんだ後はホイッスルとして使え、首掛け用のヒモも付いている。
近年では、節煙器具として、普通のパイプに見た目そっくりなものも販売されており、生薄荷の入った専用の容器を先端に入れて使用する。